# خدنگ ملر
خدنگ ملر (نام علمی: Rhynchogale melleri) نام یک گونه از تیره خدنگ است.